# Hello Kitty
Hello Kitty (ハローキティ Harō Kiti) (tên đầy đủ là Kitty White) là một nhân vật hư cấu được thiết kế bởi công ty Sanrio của Nhật Bản, Hello Kitty lần đầu tiên được thiết kế bởi Yuko Shimizu. Cô mèo này được vẽ dưới hình dạng từ giống mèo cái cụt đuôi của Nhật với một chiếc nơ hồng trên đầu. Nhân vật này lần đầu tiên xuất hiện trên một bản tin, trên chiếc ví đựng tiền xu, và ra mắt tại Nhật Bản năm 1974 và được đưa tới Mỹ năm 1976.

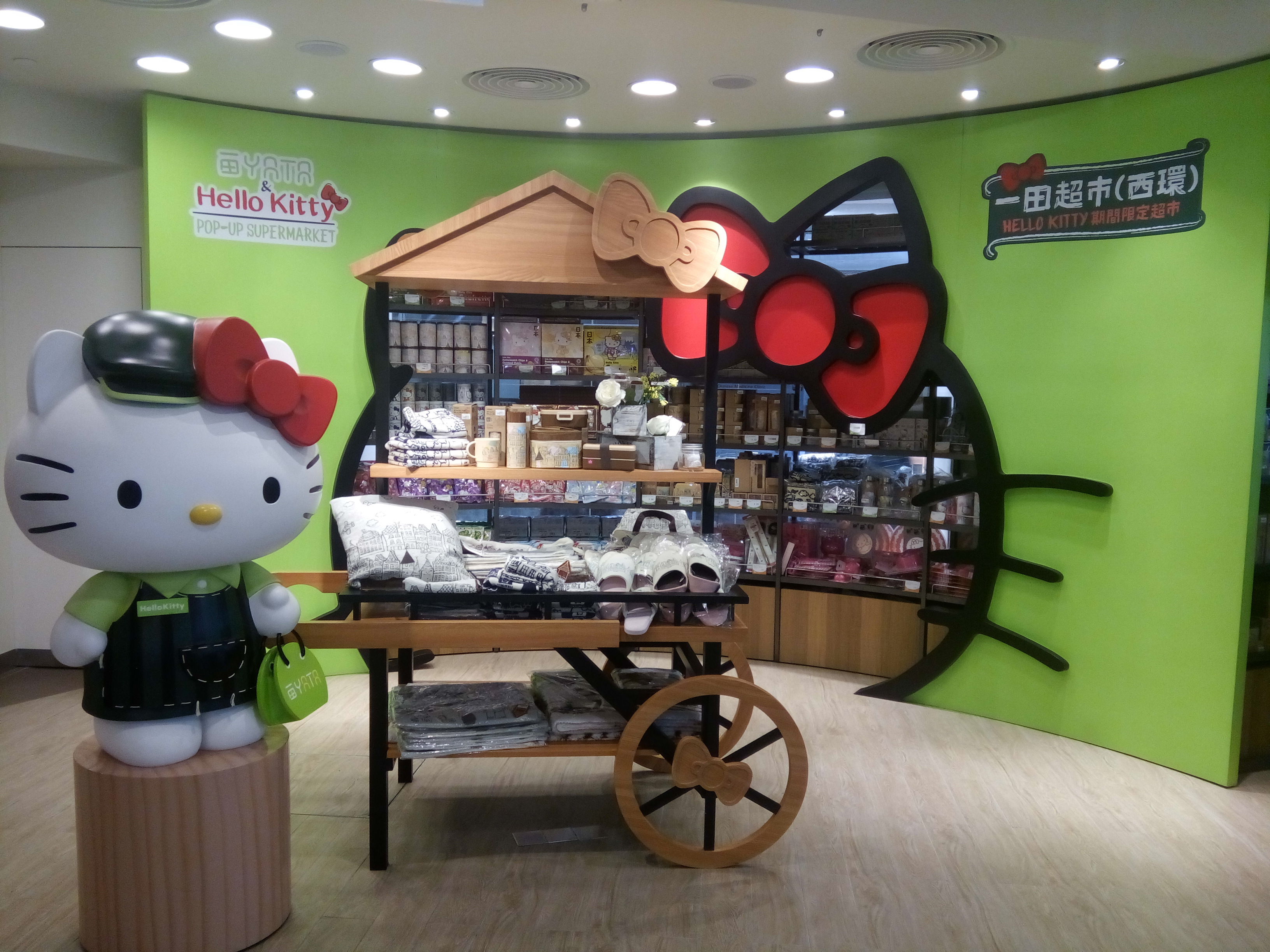
Một gian hàng với Hello Kitty tại Nhật

Nhân vật này là sản phẩm của nét văn hóa kawaii (dễ thương) trong nền văn hóa hiện đại của Nhật Bản. Thương hiệu Hello Kitty đang lan rộng ra khắp thế giới nhờ nó mà công ty Sanrio đã kiếm được hơn 1$ tỷ đô la Mỹ mỗi năm tính với số lượng tiêu thụ ngoài nước, theo số liệu năm 2003.
Với mục tiêu ban đầu thu hút khách hàng là các bé gái, thị trường Hello Kitty đã mở rộng ra tới các khách hàng là người lớn. Cô mèo này đã xuất hiện trên rất nhiều sản phẩm đa dạng từ đồ dùng học tập tới phụ kiện thời trang và nhiều mặt hàng cao cấp khác. Ngoài ra còn có phim hoạt hình Hello Kitty với mục đích hướng đến các em nhỏ cũng đã ra đời. Hello Kitty cũng là nhân vật chính tại hai công viên chủ đề của Sanrio Nhật Bản là Harmonyland và bên trong Sanrio Puroland. Tuy nhiên, theo Christine R. Yano là Hello Kitty không phải là một con mèo thật. Đó là một cô bé nhân vật hoạt hình chứ không phải là mèo. Cô ấy không bao giờ được miêu tả là đi bằng bốn chân. Cô đi và ngồi như một sinh vật hai chân. Thậm chí cô ấy còn có một chú mèo cưng có tên là Charmmy Kitty.